# ژان ژک رژیز دو کام‌بسره

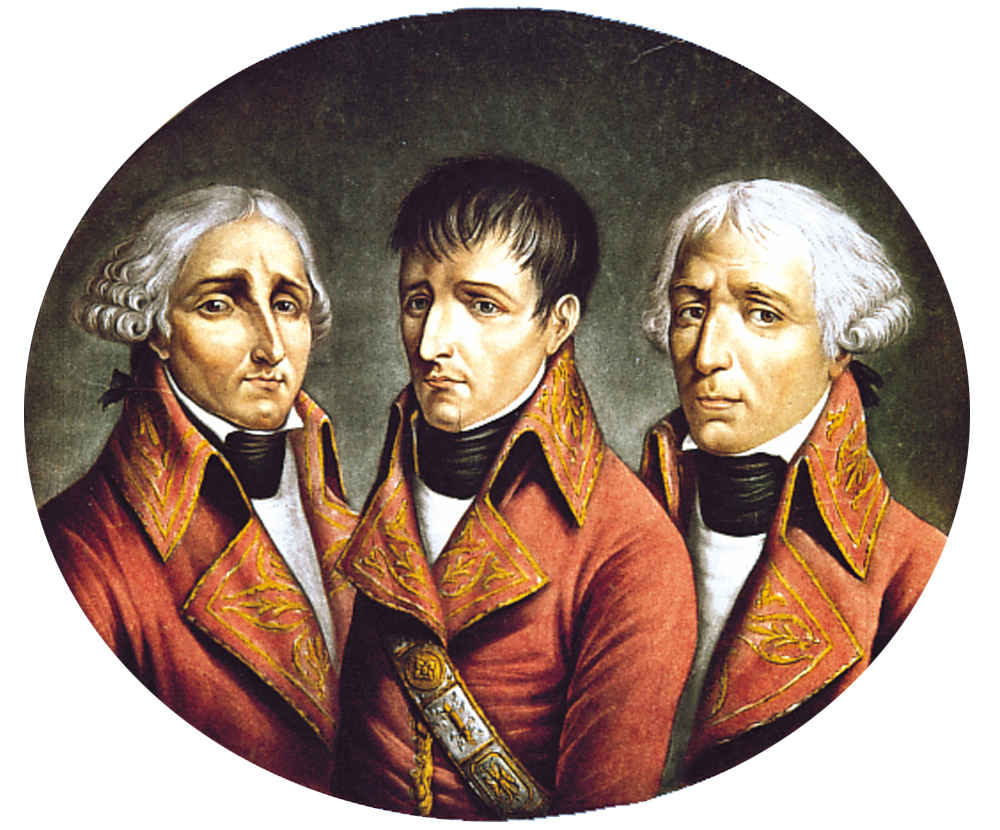
تصویری از سه کنسول، از چپ به راست: ژان ژک رژیز دو کام‌بسِرِه، ناپلئون بناپارت و شارل-فرانسوا لوبرن

ژان ژک رژیز دو کام‌بسِرِه (به فرانسوی: Jean Jacques Régis de Cambacérès) (۱۸ اکتبر ۱۷۵۳–۸ مارس ۱۸۲۴) نجیب زادهٔ فرانسوی، دوک پارما، حقوق دان و سیاستمدار در طول انقلاب فرانسه و امپراتوری اول بود. او یک از بهترین نویسندگان کد ناپلئون (به فرانسوی: Code civil français) (پایه و اساس سیستم حقوقی در بسیاری از کشورهای امروزی) است.

| قبل از: کنسول سه موقت ناپلئون یکم روژه دوکو امانوئل ژوزف سه‌یز | رئیس دولت فرانسه (دومین کنسول همراه با:) ناپلئون بناپارت (اولین کنسول) شارل-فرانسوا لوبرن (سومین کنسول) (۱۷۹۹ تا ۱۸۰۴) | به دنبال: ناپلئون یکم (امپراتور فرانسوی) |